# Szonggjungvan
A Szonggjungvan (hangul: 성균관, handzsa: 成均館, RR: Seonggyungwan) a Csoszon (Joseon)-kor legrangosabb oktatási intézménye volt, ahol konfuciánus tudósokat képeztek. Az intézmény Korjo (Goryeo) hasonló iskolájából fejlődött tovább, majd 1398-ban Thedzso (Taejo) király a mai Szöulba helyeztette át a Szonggjungvan (Seongyungwan)t. Ide csak a legkiválóbb tudósjelöltek járhattak. Mai utódja a Szonggjungvan Egyetem.

## Története
Az intézmény elődeinek a Silla-kori Thehak (태학, Taehak) és Korjo (Goryeo)-korabeli Kukcsagam (국자감, Gukjagam) számítanak. A Korjo (Goryeo)-kor végén az intézmény magániskolaként működött, majd Thedzso (Taejo) elrendelte a Szöulba telepítését, egy időben a főváros áthelyezésével. A Csoszon-kori Szonggjungvan (Seongyungwan) alapításának idejét 1398-ra teszik. Itt képezték az elit hivatalnokokat az állam számára.
Az iskola eredeti épülete 1407-ben leégett, majd a 16. századi japán támadás során szinte teljesen elpusztult, 1601-ben építették újjá. A tantermekként szolgáló csarnokok mellett számos épülete volt: éléskamrák, könyvtár, ebédlő, íjászterep, adminisztrációs épületek, kollégiumok a diákok számára (Tongdzse (Dongjae), a Keleti szárny, és Szodzse (Seojae), a nyugati szárny) és konfuciánus kegyhely a nagy tudósok előtti megemlékezésekhez.

## Jellemzői
A Szonggjungvan (Seongyungwan)ba komoly felvételi vizsga volt (szama (sama)), a fiatal tudósokat 18-19 éves korukban vették fel ide, és 20-23 éves korukig tanultak, amit követően le kellett tenniük az állami vizsgát (kvago (과거, gwago)). Az ide felvételt nyert diákok teljes ösztöndíjat kaptak, ami hatalmas megtiszteltetésnek számított. A tudósokat, tanárokat rendkívüli módon megbecsülték a Csoszon (Joseon)-korban, mert erkölcsi példaképnek tartották őket. Így a Szonggjungvan (Seongyungwan) hallgatói is különös kiváltságokkal rendelkeztek, részt vehettek az állam politikai életében is, véleményt alkothattak a napi politikáról, a törvénykezésről, tiltakozhattak a törvények bevezetése ellen, váddal illethettek korrupt hivatalnokokat és felszólalhattak az ártatlanul vádoltak mellett.
Az iskola más kiváltságokkal is rendelkezett, relatív autonómiával bírt és tilos volt a csendőrségnek átlépni a kapuit. Az iskolának számos, államilag biztosított földbirtoka volt, melynek bevételeiből fedezték a fenntartási költségeket.
A hallgatók életét szigorú szabályok vezérelték, meghatározott rendben zajlott a nap, és életkor szerint voltak besorolva a diákok. Havonta kétszer látogathattak haza, de ekkor sem lehetett szórakozniuk, tilos volt például a vadászat, a halászat és a paduk (baduk) táblajáték is. A rosszul teljesítő, vagy bármilyen szabályt, akár íratlan viselkedési elvárást megszegő diákokat különféle módon büntették. A konfuciuszi klasszikusok mellett a diákok tanultak zenét, matematikát, lovaglást, íjászatot és etikettet is.

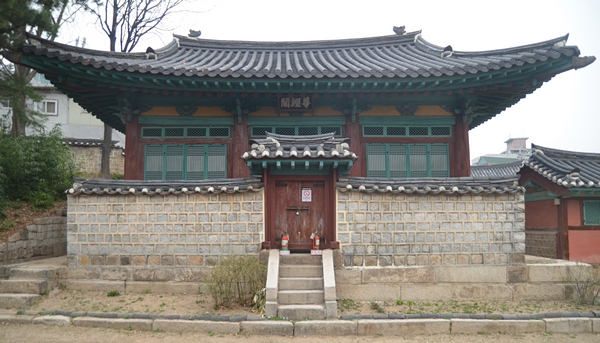
A Csongjonggak (Jongyeonggak), Korea legrégebbi könyvtára, 1475-ben épült
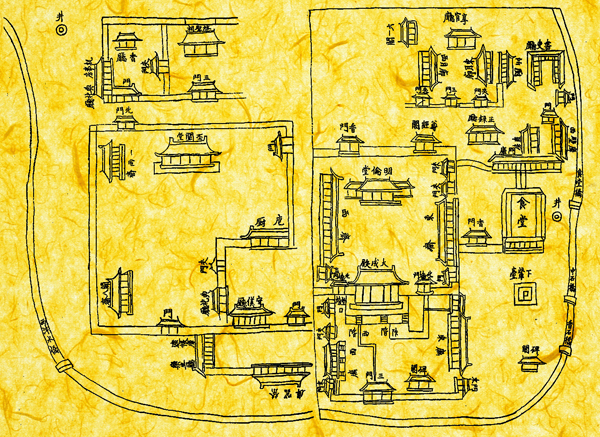
Az iskola térképe 1785-ből
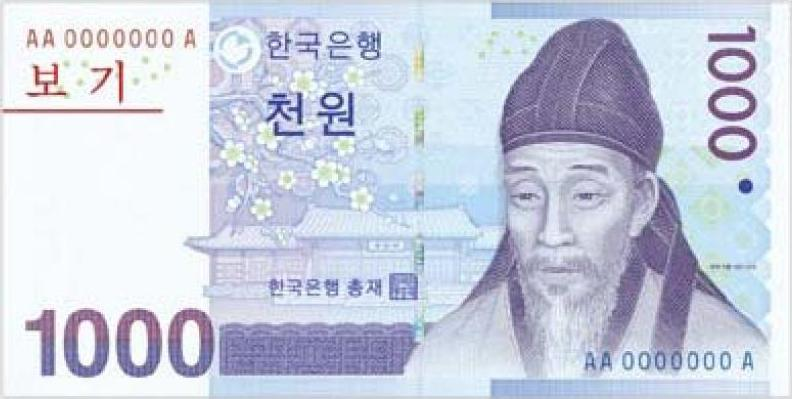
A Szonggjungvan (Seongyungwan) az 1000 von (won)os bankjegyen